# (9229) Matsuda
(9229) Matsuda – planetoida z pasa głównego asteroid okrążająca Słońce w ciągu 4 lat i 353 dni w średniej odległości 2,91 j.a. Została odkryta 20 lutego 1996 roku przez Kina Endate i Kazurō Watanabe. Przed nadaniem nazwy planetoida nosiła oznaczenie tymczasowe (9229) 1996 DJ1.